# Le Torraie - Monte Lesima
Le Torraie - Monte Lesima este o arie protejată (sit de importanță comunitară — SCI) din Italia întinsă pe o suprafață de 598 ha, integral pe uscat.

## Localizare
Centrul sitului Le Torraie - Monte Lesima este situat la coordonatele 44°41′24″N 9°16′44″E / 44.69°N 9.279°E.

## Înființare
Situl Le Torraie - Monte Lesima a fost declarat sit de importanță comunitară în mai 2017 pentru a proteja 26 de specii de animale.

## Biodiversitate
Situată în ecoregiunea continentală, aria protejată conține 3 habitate naturale: Izvoare petrifiante cu formare de travertin (Cratoneurion), Păduri de fag Asperulo-Fagetum, Pajiști uscate seminaturale și facies de acoperire cu tufișuri pe substraturi calcaroase (Festuco-Brometalia) (* situri importante pentru orhidee).
La baza desemnării sitului se află mai multe specii protejate:
- păsări (14): fâsă de pădure (Anthus spinoletta), fâsă de pădure (Anthus trivialis), acvilă de munte (Aquila chrysaetos), caprimulg (Caprimulgus europaeus), șerpar (Circaetus gallicus), erete vânăt (Circus cyaneus), erete cenușiu (Circus pygargus), presură de grădină (Emberiza hortulana), muscar-gulerat (Ficedula albicollis), sfrâncioc roșiatic (Lanius collurio), ciocârlie de pădure (Lullula arborea), gaia neagră (Milvus migrans), viespar (Pernis apivorus), silvie de zăvoi (Sylvia borin)
- amfibieni (3): Salamandrina terdigitata, Speleomantes strinatii, Triturus carnifex
- mamifere (1): lupul (Canis lupus)
- nevertebrate (3): Austropotamobius pallipes, Euplagia quadripunctaria, rădașcă (Lucanus cervus)
- pești (5): Barbus caninus, Barbus plebejus, Cobitis bilineata, Protochondrostoma genei, Telestes muticellus

Pe lângă speciile protejate, pe teritoriul sitului au mai fost identificate 49 de specii de plante, 5 specii de amfibieni, 3 specii de mamifere, 8 specii de reptile.